# Екзотеологія
Екзотеоло ́гія (англ. Exotheology) — термін, придуманий в 1960-х або на початку 1970-х років для вивчення богословських питань про ставлення релігії до позаземного розуму.
Серед християнських авторів, хто одним з перших звернув на це увагу, був К. С. Льюїс (1898–1963), який в 1950-х років писав статті в журналі «Християнський вісник» про можливість Сина Божого втілюватися в інших, позаземних, світах, або ж, що Бог може розробити абсолютно різні плани порятунку позаземних громад, які можуть застосовуватися щодо людей.